# 姚澄
姚澄（1926年—2019年12月14日），女，江苏江阴人，中国锡剧表演艺术家，江苏省锡剧团一级演员，中国戏剧家协会理事。

## 家庭
丈夫叶至诚，儿子叶兆言，公公叶圣陶。